# 張府園駅
張府園駅（ちょうふえん-えき）は、中華人民共和国江蘇省南京市秦淮区にある、南京地下鉄1号線の駅である。

## 駅構造
島式ホーム1面2線を有する地下駅。
| 1号線ホーム | ←1号線 邁皋橋方面   |
| 1号線ホーム | 島式ホーム          |
| 1号線ホーム | 1号線 奥体中心方面→ |

## 駅周辺
- 江蘇省交通規制設計院
- 南京市第三初級中学
- 南京市第一中学

## 歴史
- 2005年8月12日 - 開業。

## 隣の駅
南京地下鉄
■1号線
新街口駅 - 張府園駅 - 三山街駅